# 황건 (1981년)
황건(1981년 6월 10일 ~ )은 대한민국의 배우이다.

## 학력
- 동아방송대학 방송연예과

## 출연 작품

### 영화
- 《무도리》 (2006년) - 로미오 역

### 드라마 & 시트콤
- 《부자의 탄생》 (2010년, KBS2)
- 《천하무적 이평강》 (2009년, KBS2)
- 《쾌도 홍길동》 (2008년, KBS2)
- 《치명적 그녀》 (2008년, tvN) - 재훈 역
- 《고스트 팡팡》 (2007년, SBS) - 체육선생님 역

### 뮤직비디오
- 클레오 - 난 아닌가요 (2004년)